# Durtol
Durtol é uma comuna francesa na região administrativa de Auvérnia-Ródano-Alpes, no departamento Puy-de-Dôme. Estende-se por uma área de 4,01 km². Em 2010 a comuna tinha 2 075 habitantes (densidade: 517,5 hab./km²).